# Skippy (bande dessinée)
Pour les articles homonymes, voir Skippy.

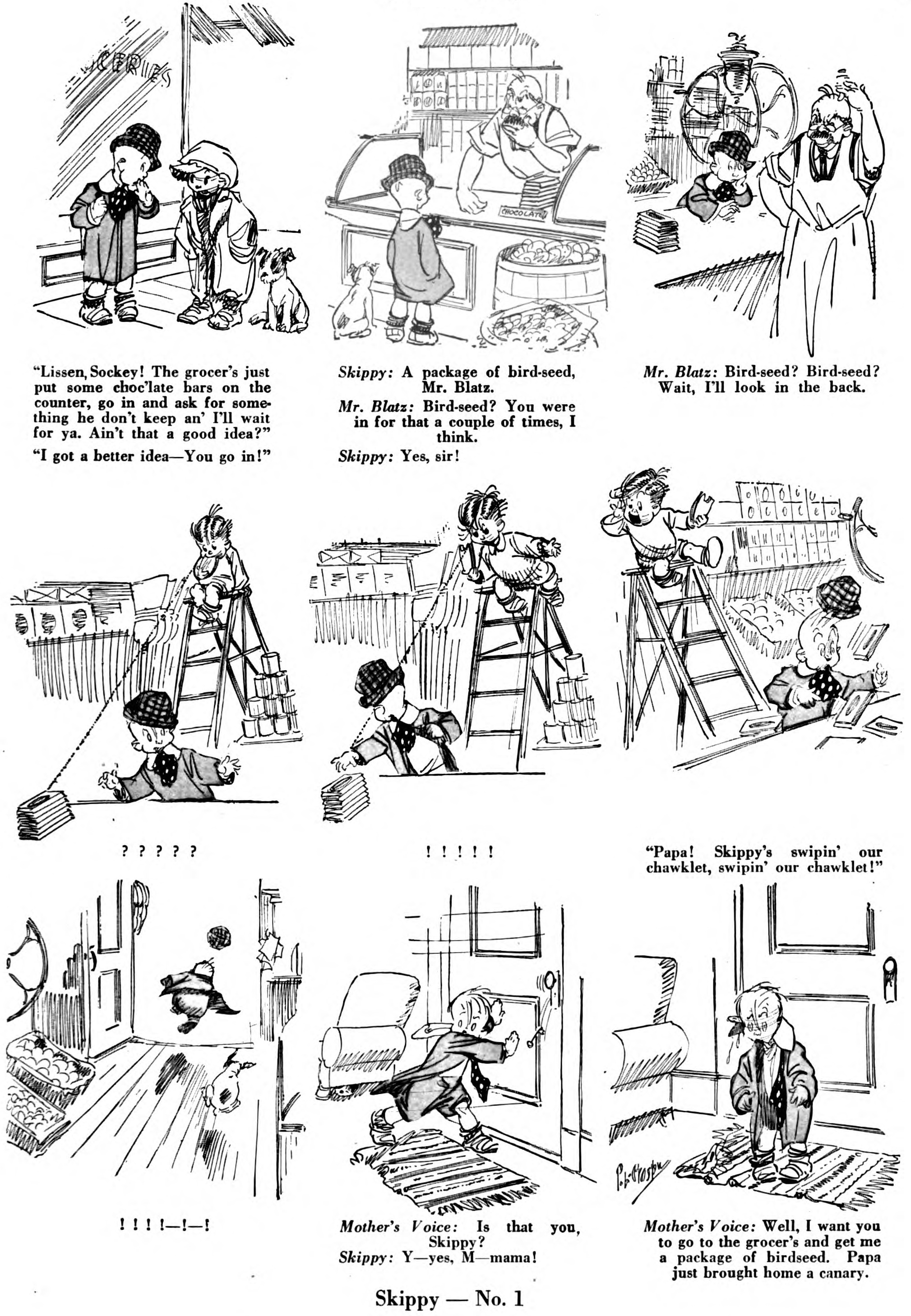
La première bande dessinée de Skippy, publiée dans le magazine Life le 22 mars 1923.

Skippy est un comic strip américain de Percy Crosby publié de 1925 à 1945, après avoir été durant deux ans un cartoon publié dans Life. En France, elle a été publiée dans Pierrot, des éditions de Montsouris, de 1933 à 1934, sous le titre "Les Hauts faits de Micou". 
Cette bande dessinée à l'époque très populaire met en scène sur un garçon de dix ans turbulent, Skippy Skinner, ses amis et ses ennemis. Elle a été adaptée en film en 1931, a fait l'objet de romans, d'émissions radiophoniques et en 1997 d'un timbre de l'USPS. Elle a donné naissance à beaucoup de produits dérivés.

### Documentation
- (en) Jared Gardner, « Percy Crosby and Skippy », The Comics Journal n°298, Fantagraphics, mai 2009, p. 144-152
- Patrick Gaumer, « Skippy », dans Dictionnaire mondial de la BD, Paris, Larousse, 2010 (ISBN 9782035843319), p. 786.
- Paul Gravett (dir.), « Avant 1930 : Skippy », dans Les 1001 BD qu'il faut avoir lues dans sa vie, Flammarion, 2012 (ISBN 2081277735), p. 64.